# Hotel President de Asjabad
El Hotel President de Asjabad (en turcomano: Prezident Myhmanhansy ) es un hotel de cinco estrellas situado en el Asjabad, Turkmenistán a lo largo de la autopista Archabil a 18 kilómetros de distancia desde el aeropuerto de Asjabad y a 12 km de la estación de tren de Asjabad. El  ultramoderno «Hotel President» fue construido en 2004 en la parte sur de la capital, a 10 km del centro de la ciudad. El hotel está situado en una hermosa zona de parque. El edificio del hotel está incrustado en un espacio verde. Hay dos cascadas con fuentes en todo el hotel, piscina con la playa, dos pistas de tenis y un estacionamiento vigilado.